# Karl Wilhelm Specht

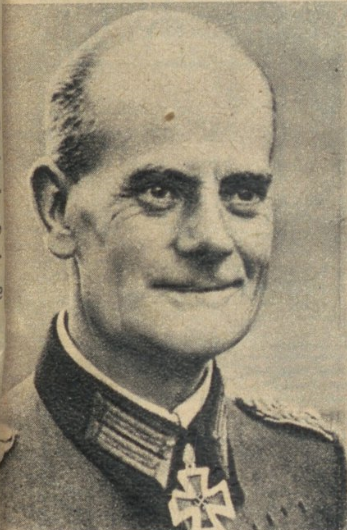
Karl Wilhelm Specht als Oberst

Karl Wilhelm Specht, auch Karl-Wilhelm Specht (* 22. Mai 1894 in Herdecke/Westfalen; † 3. Dezember 1953 im Kriegsgefangenenlager 5110/48 Woikowo bei Iwanowo, Sowjetunion) war ein deutscher General der Infanterie im Zweiten Weltkrieg.

## Leben
Nach dem Besuch des Kadettenkorps trat Specht am 26. Januar 1914 mit Patent vom 22. Juni 1912 als Leutnant in das Königs-Infanterie-Regiment (6. Lothringisches) Nr. 145 der Preußischen Armee ein und nahm nach Ausbruch des Ersten Weltkriegs an den Kämpfen an der Westfront teil. Bei Kriegsende war er Oberleutnant (seit 18. August 1917) und Adjutant im Grenadier-Regiment „König Friedrich Wilhelm II.“ (1. Schlesisches) Nr. 10. Für sein Wirken hatte er beide Klassen des Eisernen Kreuzes, das Ritterkreuz des Königlichen Hausordens von Hohenzollern mit Schwertern sowie das Verwundetenabzeichen in Schwarz erhalten.
Er wurde in die Reichswehr übernommen. Dort versah er zunächst im 10. (Sächsisches) Infanterie-Regiment (Dresden) Stabsdienst, wurde am 1. April 1925 zum Hauptmann befördert und ab 1927 als Chef der 10. Kompanie verwendet. 
Fast zeitgleich mit seiner Beförderung zum Oberstleutnant am 1. Oktober 1936 übernahm er das I. Bataillon des Infanterieregiments 110 (Mannheim, später Heidelberg). Kurz vor Beginn des Zweiten Weltkriegs am 1. Juni 1939 zum Oberst befördert, führte er ab 1. November 1939 das Infanterie-Regiment 55 bei der 17. Infanterie-Division im Westfeldzug und zu Beginn des Krieges gegen die Sowjetunion. Für die Kämpfe im Raum Gomel und um Tschernigow erhielt er im September 1941 das Ritterkreuz des Eisernen Kreuzes, für seine Leistungen beim Angriff auf Moskau im Mitte Januar 1942 das Eichenlaub zum Ritterkreuz des Eisernen Kreuzes (62. Verleihung). Am 15. November 1941 hatte er bereits das Kommando über das Infanterie-Regiment 55 abgegeben.
Am 1. August 1942 zum Generalmajor befördert, wurde er Mitte September 1942 Kommandeur der Infanterieschule Döberitz. Ein Jahr später wurde er am 1. August 1943 zum Generalleutnant befördert und gab am 19. November 1943 das Kommando der Schule an Generalleutnant Otto Hitzfeld ab. Specht kam in die Führerreserve, um am 1. Dezember 1943 zum Inspekteur der Generalinspektion des Militär-Erziehungs- und Bildungswesens (Berlin) ernannt zu werden. Am 1. März 1944 wurde er mit der Errichtung der neuen Zentralstelle zum Generalinspekteur für den Führernachwuchs ernannt.
Als das Attentat auf Hitler am 20. Juli 1944 fehlgeschlagen war, lehnte er am Abend eine Beteiligung am Aufstand ab. Ab August 1944 war Specht Mitglied des Ehrenhofes, welcher die Aufgabe hatte, um ein Militärgericht zu umgehen, Heeresangehörige aus der Wehrmacht auszuschließen. Nach der Zustimmung Hitlers konnten mit dem Ausschluss die Verdächtigen dem Volksgerichtshof zur Verurteilung überstellt werden. Bis Mitte September 1944 wurden so knapp 85 Verdächtige vom Ehrenhof des Heeres „behandelt“. Anschließend kam Specht erneut in die Führerreserve.
Am 1. Dezember 1944 wurde Specht zum General der Infanterie befördert. Als solcher wurde er am selben Tag zum Kommandierenden General des stellvertretenden Generalkommandos des XX. Armeekorps ernannt. Damit wurde er auch Befehlshaber des Wehrkreises XX mit Sitz in Danzig. Am 16. März 1945 wurde er zum Kommandierenden General des neu aufgestellten Korps Hela, welchem mehrere Divisionen unterschiedlicher Formationen unterstand, ernannt. Bei Kriegsende geriet er in sowjetische Kriegsgefangenschaft im Kriegsgefangenenlager 5110/48 Woikowo, an deren Folgen er 1953 verstarb. Er wurde auf einem Generalsfriedhof in Tschernzy beigesetzt.
Er war Angehöriger des Corps Albingia Dresden zu Aachen im RSC.